# Gare de Carignan
Pour les articles homonymes, voir Carignan.
La gare de Carignan est une gare ferroviaire française de la ligne de Mohon à Thionville située sur le territoire de la commune de Carignan dans le département des Ardennes, en région Grand Est.
C'est une gare de la Société nationale des chemins de fer français (SNCF) desservie par des trains TER Grand Est.

## Situation ferroviaire
Établie à 167 mètres d'altitude, la gare de Carignan est située au point kilométrique (PK) 180,506 de la ligne de Mohon à Thionville, entre les gares ouvertes de Sedan et de Montmédy. C'était une gare de bifurcation, origine de la ligne de Carignan à Messempré (fermée).

## Histoire
La Compagnie des chemins de fer des Ardennes met en service le 23 septembre 1861 la section de Sedan à Carignan de la ligne de Sedan à Thionville. La ligne atteint la gare de Montmédy le 23 avril 1862 et Thionville le 25 avril 1863. Elle devient partie intégrante des Chemins de fer de l'Est à partir de 1864.
Carignan devient une gare de bifurcation en 1871 avec l’inauguration de la ligne vers Messempré. Dès 1897, l’État belge envisage de prolonger cette ligne jusqu'à Bertrix ou Florenville. La ligne 163A de Bertrix à Muno est inaugurée en 1914 peu avant l'entrée en guerre, mais la connexion transfrontalière est seulement réalisée pendant la guerre, la gare de Carignan aux mains des Allemands voyant dès lors passer un intense trafic entre la vallée du Rhin et Verdun, s'appuyant sur quantité de lignes nouvelles. L'armée française a fait démonter la jonction Messempré-Muno à la libération de 1918 et a bloqué sa remise en place pour des raisons stratégiques. Reposée en 1939, la voie joignant ces deux lignes est retirée pour de bon en 1952 et la ligne vers Messempré, exploitée en traction diesel comme voie unique à trafic restreint, ferme au début du XXIe siècle.

## Fréquentation
Selon les estimations de la SNCF, la fréquentation annuelle de la gare figure dans le tableau ci-dessous.
| Année     | 2015   | 2016   | 2017   | 2018   | 2019   | 2020   | 2021   | 2022   | 2023   | 2024   |
| --------- | ------ | ------ | ------ | ------ | ------ | ------ | ------ | ------ | ------ | ------ |
| Voyageurs | 31 371 | 28 893 | 24 363 | 20 816 | 20 213 | 10 707 | 14 028 | 16 414 | 19 644 | 19 816 |

## Service des voyageurs

### Accueil
Gare SNCF, elle dispose d'un bâtiment voyageurs, avec guichet, ouvert du lundi au vendredi et fermé les samedis, dimanches et jours fériés. Elle est notamment équipée, d'automates pour l'achat de titres de transport, d'une salle d'attente et d'un quai couvert.

### Desserte
Carignan est desservie par des trains TER Grand Est qui effectuent des missions entre les gares d'Épernay, ou de Reims, et de Carignan, ou de Longwy, ou de Metz.

### Intermodalité
Un parking pour les véhicules y est aménagé. Elle est desservie par des cars TER Grand Est qui renforcent et complètent la desserte ferroviaire entre : Carignan, Sedan et La Ferté-sur-Chiers.